# Александар Ђокић (професор)
Александар Ђокић (Долац, код Берана, 1924 — Београд, 1. април 2003) био је редовни професор Пољопривредног факултета Универзитета у Београду.

## Биографија
Рођен је 1924. године од оца Миљана и мајке Илинке Вујошевић.
Александар Ђокић је дипломирао на Пољопривредном одсеку Пољопривредно-шумарског факултета у Београду 1949. Докторирао је 1957. на Пољопривредном факултету у Београду. Од 1949. до 1950. године радио је у Земаљском институту за пољопривредна истраживања у Крагујевцу. Године 1950. изабран је за асистента за предмет Генетика на Пољопоривредном факултету у Београду. Био је на научној специјализацији у Националном институту за пољопривредна истраживања (ИНРА) у Версају, 1952, а као стипендиста УНЕСКО-а на Сорбони и у ИНРА, Паризу 1962. Био је на студијским путовањима у Француској, Румунији, Бугарској и Шведској и два пута члан делегације Југославије на заседању УНЕСКО-а у Софији. Преименуо је 1. априла 2003. године у Београду.

## Функције и чланство
Као проректор Универзитета допринео је успостављању успешне сарадње између београдског Универзитета и париских Универзитета (Париз I и Париз XII), као и француске Академије наука, Универзитета у Будимпешти, Лењинграду, Пловдиву, Букурешту, Темишвару, Њујорку, Триполију, Бенгазију, Рабату и др.
Поред наставе за редовне студенте из предмета Генетика обављао је наставу и на последипломским студијама. Био је ментор, коментор и члан за израду и одбрану већег броја магистарских теза и докторских дисертација. Допринео је трансферу науке и технологије у производњи у земљама у развоју. Учествовао је са рефератима и саопштењима на бројним конгресима у иностранству: у Лењинграду, Паризу, Будимпешти, Лондону, Букурешту, Лунду.
Изабран је за члана Њујоршке академије наука 1983. године, а за дописног члана француске Пољопривредне академије у Паризу 1991. године. Добитник је Октобарске награде Београда за науку у 1964. и Седмојулске награде Србије за науку у 1989, и већег броја признања, плакета и повеља: Града Београда, Универзитета у Београду, Пољопривредног факултета, Универзитета Парис I и Парис XII, Центра за пољопривредна истраживања у Зајечару, ЈНА; Културно-просветне заједнице Србије, Института „Србија“ – Центра за кромпир у Гучи и Центра за стрна жита у Крагујевцу, Савеза пољопривредних инжењера и техничара Југославије.

## Награде
Добитник је и бројних одликовања: Орден за војне заслуге са сребрном звездом (1971), Орден рада са црвеном заставом (1979); Орден заслуга за народ са златном звездом (1990). Обављао је разне функције на Факултету: шеф катедре за генетику, оплемењивање биља и семенарство, продекан, декан, потпредседник Савета Факултета, председник разних одбора и комисија и ван факултета, одборник Градског већа Скупштине Београда, проректор Универзитета у Београду у два мандата.

## Радови
Публиковао је преко 150 научних и научно-стручних радова у домаћим и иностраним часопсима, око 50 стручних радова, 12 посебних публикација, два универзитетска уџбеника, једна ауторизована скрипта за студенте и велик број научних чланака, око 35 саопштења на научним скуповима у земљи и иностранству.
Од важнијих публикација треба истаћи: „Биљна генетика“, универзитетски уџбеник за студенте (1988), Улога гена у развићу и еспериментална ембриологија, Селекција пшенице (поглавље у књизи „Пшеница“), Утицај температуре на дегенерацију кромпира, Нека новија достигнућа у селекцији пшенице, Југословенске сорте и хибриди пољопривредног биља – монографија у заједници са Анђелковић, К. Павловић, П. Максимовић.

### Најважнији научни доприноси
Творац је прве југословенске сорте пшенице Хибрид 013, која је призната од југословенске Комисије за признање сорти 1964. године. Аутор је 6 сорти озиме пшенице: Земунка 1, Београђанка, Тимочанка, Хибрид 013, Полимка и Стижанка, коаутор је још 18 сорти озиме и јаре пшенице, три сорте озимног јечма и једну сорту кромпира (Универзал), што чини укупно 27 сорти, чиме је дао велик допринос повећању укупне производње пшенице, јечма и кромпира у нашој земљи.
Активно је сарађивао са бројним научним институтима, пољопривредним комбинатима и задругама, на научним проблемима у школовању кадрова, како на редовним, тако и на последипломским студијама.